# John de Mol (1931-2013)
Johannes Hendrikus (John) de Mol (Den Haag, 28 december 1931 – Laren (Noord-Holland), 27 september 2013) was een Nederlandse zanger en muziekondernemer. Hij was de vader van mediamagnaat en Talpa-oprichter John de Mol jr. en presentatrice-actrice Linda de Mol en de grootvader van acteur-presentator Johnny de Mol.

## Biografie
John de Mol was de zoon van accordeonist en orkestleider John de Mol sr., die in de jaren dertig met onder anderen Eddy Christiani successen behaalde in de prille vaderlandse muziekindustrie. De Mol was een Nederlandse zanger die bekend werd als 'de Nederlandse Frank Sinatra'. Volgens het blad Tuney Tunes had hij een goede stem, uitstekende stijl en gave techniek. Een van zijn grootste hits was het nummer 'El Paso', een vertaling van een lied van Marty Robbins. In 1959 won hij samen met Teddy Scholten het Nationaal Songfestival met het lied 'Een beetje', maar de vakjury koos voor de solo-uitvoering van Teddy Scholten.
Na zijn muziekcarrière richtte De Mol in 1962 de Stichting Conamus op om de belangen van Nederlandse artiesten te behartigen. In 1964 begon hij als vertegenwoordiger bij muziekuitgever Strengholt. In 1987 richtte hij in zijn functie als directeur van Conamus de Academie voor Lichte Muziek op. Begin jaren zeventig was De Mol directeur van de zeezender Radio Noordzee Internationaal (RNI). 
Volgens zijn kinderen John en Linda groeiden zij op met de levensles dat het niet uitmaakt wat ze gingen doen, als ze maar de besten werden.
Op 27 september 2013 overleed De Mol, na een lang ziekbed, aan de gevolgen van longkanker.